# Diocèse de Suse
Le diocèse de Suse (en latin : Dioecesis Segusiensis ; en italien : Diocesi di Susa) est un diocèse de l'Église catholique en Italie, suffragant de l'archidiocèse de Turin et appartenant à la région ecclésiastique du Piémont.

## Territoire
Il est situé dans la partie ouest de la ville métropolitaine de Turin, le reste de cette ville métropolitaine est géré par les diocèses de Casale Monferrato, Ivrée, Pignerol et l'archidiocèse de Turin. Son territoire est de 1 062 km2 divisé en 71 paroisses regroupées en 9 archidiaconés.
L'évêché est à Suse avec la cathédrale saint Just. Dans la même ville, la maison-mère des franciscaines missionnaires de Suse conserve le corps du bienheureux Édouard Joseph Rosaz.

## Histoire
Suse est mentionnée pour la première fois dans les documents relatifs à la fondation de l'abbaye de la Novalaise en 726. En 887, la ville et le territoire font partie du diocèse de Saint-Jean de Maurienne. En 1027, le marquis de Turin, Oldéric-Manfred II, fonde l'abbaye de Saint-Just de Suse, actuelle cathédrale diocésaine, est abbaye nullius dioecesis pendant de nombreux siècles. Les abbayes et centres religieux de la vallée de Suse témoignent encore aujourd'hui de l'importance, au Moyen Âge, de ce territoire comme lieu de transit des pèlerins se rendant à Rome par la Via Francigena ou vers le pèlerinage de Saint-Jacques-de-Compostelle.
Le diocèse est érigé le 3 août 1772 par le pape Clément XIV avec la bulle Quod nobis, obtenant le territoire de la juridiction des abbayes nullius de Saint-Just de Suse, de l'abbaye de Novalaise et une partie du l'archidiocèse de Turin. En 1794, le diocèse s'accroît des paroisses de la prévôté de Saint Laurent d'Oulx qui, depuis 1748, relevaient du diocèse de Pignerol.
Après six ans de siège vacant, pendant lesquels le diocèse est dirigé par le vicaire capitulaire Ludovico Giuseppe Majneri, le 20 juillet 1778, le premier évêque de Segusino, Giuseppe Francesco Maria Ferraris, des seigneurs de Genola, docteur en théologie, orateur distingué et théologien est nommé à la cathédrale de Pignerol. La nomination comme évêque est conférée par un acte du pape Pie VI sur présentation du roi de Sardaigne Victor-Amédée III ; l'évêque entre dans le diocèse le 22 novembre 1778.
En août 1800, en raison des guerres napoléoniennes, il est impossible de nommer un nouvel évêque dont le diocèse reste vacant jusqu'au 1er juin 1803, date à laquelle il est supprimé par le pape Pie VII par la bulle Gravissimis causis adducimur et son territoire incorporé à celui de l'archidiocèse de Turin. Le diocèse est rétabli le 17 juillet 1817 par le pape Pie VII lui-même avec la bulle Beati Petri. La suppression de 1803 affecte également l'abbaye nullius Saint-Michel-de-la-Cluse, qui est rétabli en 1817, mais perd le privilège d'exemption de la juridiction épiscopale est annexé au diocèse de Suse.
Les premiers évêques, après sa restauration, doivent travailler pour reconstruire les structures diocésaines perdues à l'époque française : Giuseppe Prin (1817-1822) restaure le séminaire de l'évêque ; Francesco Vincenzo Lombard (1824-1830) organise le premier synode diocésain en 1829. Edoardo Giuseppe Rosaz, fondateur des sœurs franciscaines missionnaires de Suse, est nommé évêque de Suse le 31 décembre 1877 et dirige le diocèse jusqu'à sa mort en 1903. Son procès de canonisation commence en 1930 ; il est proclamé bienheureux le 14 juillet 1991 lors de la visite pastorale à Suse du pape Jean-Paul II.
Parmi les évêques du XXe siècle, on peut mentionner : Carlo Marozio (1903-1910), qui convoque le deuxième synode diocésain et célèbre le millénaire du martyre de Juste de Novalaise ; Giuseppe Castelli (1910-1921), qui célèbre le premier congrès eucharistique diocésain en juin 1920 ; Umberto Rossi (1921-1932), qui organise cinq autres congrès eucharistiques et donné vie à l'action catholique diocésaine ; Umberto Ugliengo (1932-1953), responsable du troisième synode diocésain, de trois congrès eucharistiques, de deux congrès mariaux et de la consécration du diocèse au Sacré-Cœur de Jésus ; Giuseppe Garneri (1954-1978), qui fait construire le sanctuaire diocésain de la Madonna del Rocciamelone à Mompantero.
Le 21 novembre 1961, par la lettre apostolique In Alpium Cottiarum, le pape Jean XXIII proclame la Bienheureuse Vierge Marie de Rocciamelone et saint Just Giusto, comme principaux patrons du diocèse.

## Évêques
- - Siège vacant (1772-1778)
- Giuseppe Francesco Maria Ferraris di Genola (1778-1800), nommé évêque de Saluces
  - siège vacant (1800-1803)
  - siège supprimé (1803-1817)
- Giuseppe Prin (1817-1822)
- Francesco Vincenzo Lombard (1822-1830)
- Pietro Antonio Cirio (1832-1838)
- Pio Vincenzo Forzani (1839-1844), nommé évêque de Vigevano
- Giovanni Antonio Odone (1845-1866) 
  - siège vacant (1866-1872)
- Federico Mascaretti, O.Carm (1872-1877)
- bienheureux Edoardo Giuseppe Rosaz (1877-1903)
- Carlo Marozio (1903-1911)
- Giuseppe Castelli (1911-1920), nommé évêque de Coni
- Umberto Rossi (1921-1932), nommé évêque d'Asti
- Umberto Ugliengo (1932-1953
- Giovanni Giorgis (1953-1954, évêque élu
- Giuseppe Garneri (1954-1978
- Vittorio Bernardetto (1978-2000)
- Alfonso Badini Confalonieri (2000-2019) 
  - Cesare Nosiglia (2019-2022), archevêque de Turin, administrateur apostolique
- Roberto Repole (2022- ), archevêque de Turin